# 里奧城堡

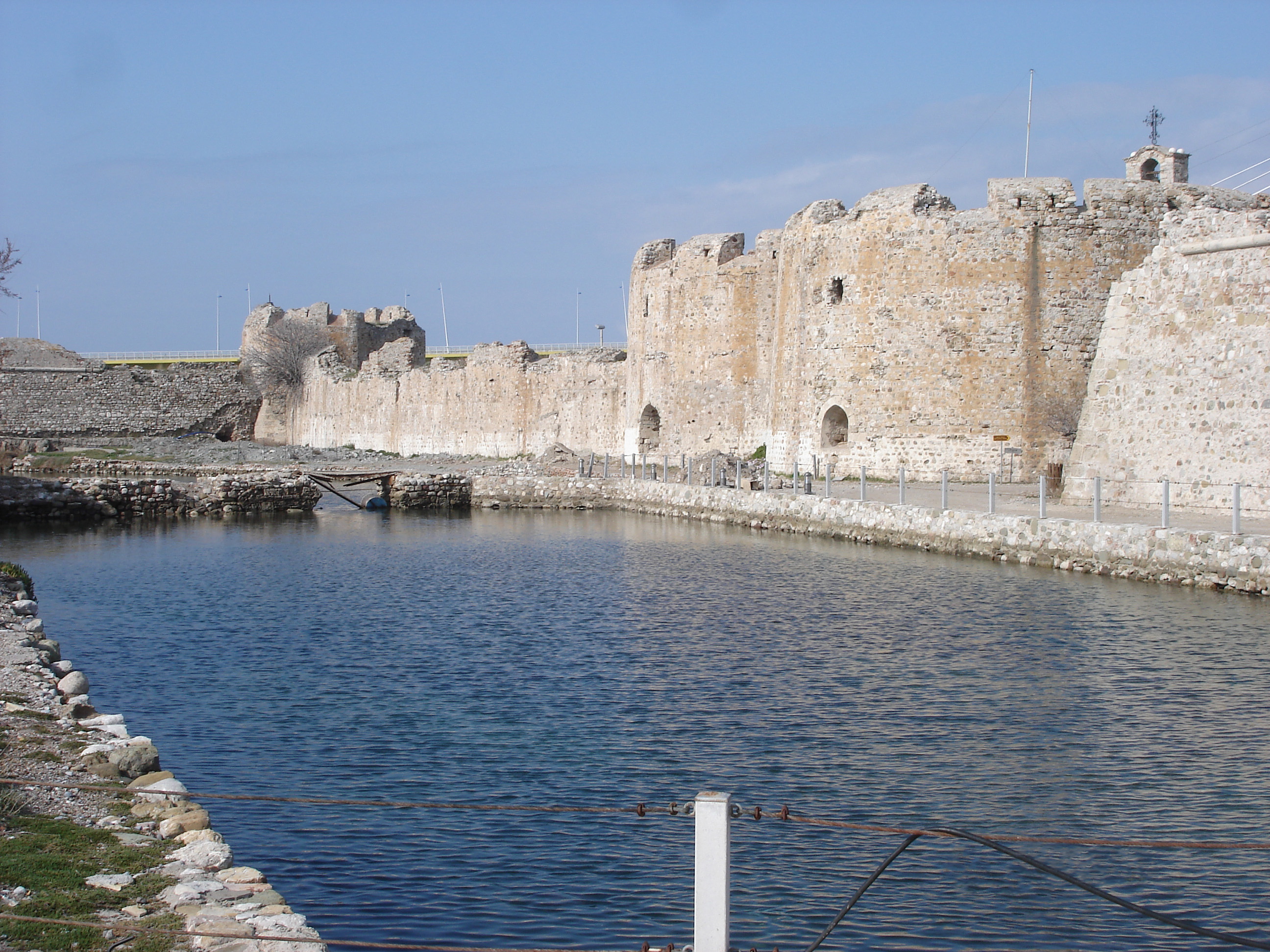

里奧城堡（希臘語：κάστρο του Ρίου），舊名莫雷阿城堡（義大利語：Castello de Morea），是位於希臘西希臘大區阿哈伊亚专区里奧半島的一座城堡，地處科林斯灣入口。現在這座城堡是一個旅遊景點。

## 外部連結
- Municipality of Rio （页面存档备份，存于） （希臘語）
- Ministry of Culture （页面存档备份，存于）
- nafpaktia.gr （希臘語）